# Sasha (piosenkarz)
Sasha Schmitz, kiedyś znany też jako Dick Brave (ur. 5 stycznia 1972 w Soest) – niemiecki piosenkarz, autor tekstów i aktor.

## Życiorys

### Wczesne lata
Urodził się w Soest jako starszy syn Ramony, pielęgniarki przedszkolnej, i Fritza Schmitza, byłego żołnierza Bundeswehry. Był wychowywany w chrześcijańskim domu wraz z młodszym bratem Normanem (ur. 1976). Po rozwodzie rodziców spędził dzieciństwo w Soest, w kraju związkowym Nadrenia Północna-Westfalia w pobliżu Zagłębia Ruhry.

### Kariera
Podczas nauki w szkole założył swój pierwszy zespół muzyczny o nazwie Bad to the Bone. Jego pierwszy profesjonalny zespół nazywał się Junk Food i był wzorowany na formacjach, takich jak m.in. Nirvana czy Red Hot Chili Peppers. Wraz z Junk Food grał na żywo w całym regionie, w 1992 wygrał z nim lokalny konkurs talentów. Po rozpadzie zespołu producenci muzyczni Grant i Di Lorenzo zatrudnili Schmitza jako wokalistę studyjnego.
Od 1998 działa jako artysta solowy. Wydał sześć solowych albumów studyjnych: Dedicated to... (1998), …You (2000), Surfin’ on a Backbeat (2001), Open Water (2006), Good News on a Bad Day (2009) i The One (2014).
Wiosną 2021 zwyciężył w finale czwartej edycji programu The Masked Singer. 
W odcinku serialu ZDF Statek marzeń: Laponia (Das Traumschiff: Lappland, 2022) u boku Floriana Silbereisena i Daniela Morgenrotha zagrał postać pracownika statku Tobiasa.

## Życie prywatne
31 lipca 2015 zawarł związek małżeński z Julią Röntgen, z którą ma syna Otto (ur. 18 listopada 2018).

## Dyskografia

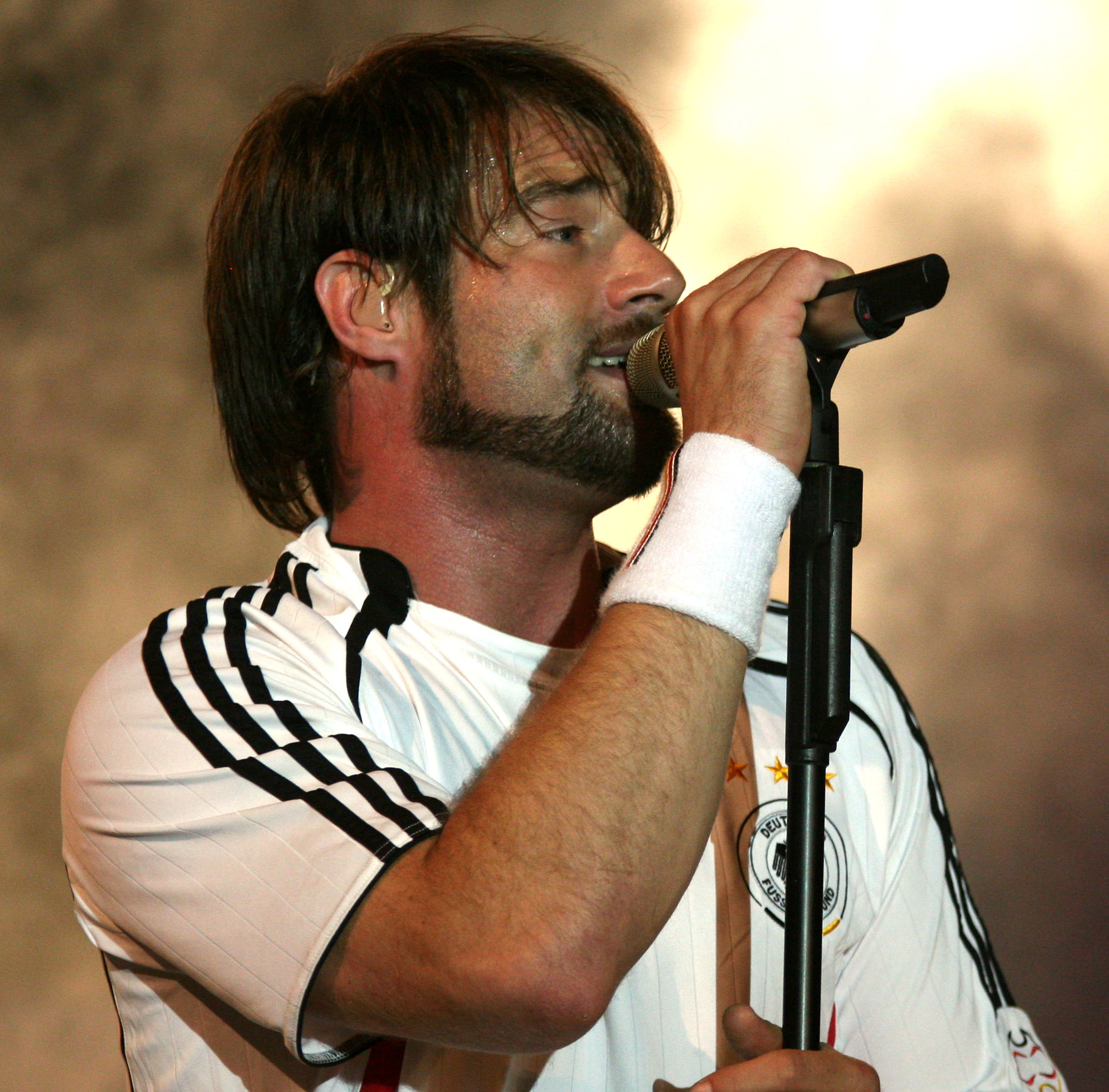
Sasha podczas koncertu, 2006

### Albumy studyjne

#### Solowe
- Dedicated to... (1998)
- …You (2000)
- Surfin’ on a Backbeat (2001)
- Open Water (2006)
- Good News on a Bad Day (2009)
- The One (2014)

#### Z zespołem The Backbeats
- Dick This! (2003)
- Rock’n’Roll Therapy (2011)

### Albumy kompilacyjne
- Greatest Hits (2006)
- Dedicated to…/…You (2008)